# Jimena Pérez de Vaca
Jimena Pérez de Vaca (Ciudad de México, 5 de septiembre de 1980), conocida artísticamente como la Choco, es una conductora de televisión y periodista mexicana, conocida principalmente por haber sido conductora del programa de espectáculos Ventaneando y titular del programa de revista femenina Ellas arriba de TV Azteca.

## Biografía
Jimena Pérez estudió la licenciatura de Ciencias de la Comunicación en el Tecnológico de Monterrey Campus Ciudad de México. 
En 2004, ingresó a TV Azteca, comenzando su carrera en el programa Desde cero.
Ha participado en diversos programas como Que nos preocupa, Motorockr y Famosos en jaque, donde estuvo durante 3 años; viajó a Beijing para la cobertura de los Juegos Olímpicos, y cubrió la entrega número 81 de los premios Óscar desde Los Ángeles.
Ha participado en las diversas coberturas de Viña del Mar.
En 2009, se integra al programa Ventaneando como presentadora, mismo donde queda fuera a mediados de 2019, y, del 18 de agosto de 2014 al 30 de octubre de 2015 (1 año, 2 meses y 12 días), fue conductora del programa de revista femenina llamado Ellas arriba. En 2019, se convirtió en la conductora de la primera temporada de La voz en TV Azteca, así como de la primera edición de La voz senior en la misma televisora.
En 2024, Pati Chapoy confirmó que la Choco sería su sucesora de la emisión Ventaneando.

## Vida personal
En 2006, contrae nupcias con el también conductor de televisión Rafael Sarmiento, hermano de la periodista y conductora Atala Sarmiento.
A mediados de 2011, anunció en el programa de espectáculos Ventaneando su primer embarazo.
En enero de 2012, dio a luz a su hijo llamado Iker.
Después de casi tres años de tener a su primer hijo, el 12 de diciembre de 2014, en el programa de revista Ellas arriba, anunció la espera de su segundo hijo.

## Televisión

### Programas
- 100 mexicanos dijeron (2001), participante
- Desde cero (2004), presentadora
- Famosos en jaque (2005-2007), presentadora
- Ventaneando (2008-2019), presentadora (actualmente recurrente)
- Ellas arriba (2014-2015), presentadora
- El Volkswagen de tu vida (2014), presentadora
- La voz (2019), presentadora
- La voz senior (2019), presentadora
- MasterChef Celebrity (2021), participante
- MasterChef Celebrity (2022), invitada